# Айзенштадт, Моисей Самуилович
 Айзеншта́дт Моисе́й Самуи́лович (27 сентября 1897, Новгород-Северский — 1966, Москва) — российский библиограф, директор Объединенной центральной библиотеки по народному образованию, ставшей с 1939 года Государственной библиотекой по народному образованию (в настоящее время — Научная педагогическая библиотека имени К. Д. Ушинского РАО) c 1925 по 1944 годы.

## Биография
Моисей Самуилович Айзенштадт родился 27 сентября 1897 года в городе Новгород-Северском в еврейской семье. Служил рядовым в армии. Получил высшее образование в МГУ, специальность библиотекарь.
С октября 1925 года он заведовал справочной библиотекой при информационном отделе Народного комиссариата просвещения (Наркомпросе) РСФСР. В 1932 году после слияния справочной библиотеки при информационном отделе Наркомпроса и библиотеки ОНП УМС М. С. Айзенштадт был назначен директором объединённой библиотеки, получившей название Объединенная центральная библиотека по народному образованию. 
В 1939 году по распоряжению наркома просвещения библиотека получила статус Государственной библиотеки по народному образовании,  и приказом Наркомпроса от 27 апреля 1939 года М. С. Айзенштадт был назначен временно исполняющим обязанности директора этой библиотеки. 
Во время Великой Отечественной войны в 1941 году М. С. Айзенштадт добровольно ушел в ряды московского народного ополчения.  С 20 марта 1942 года он демобилизовался из рядов Красной армии на основании свидетельства № 1267 от 19 января 1942 года об освобождении его от воинской повинности и опять приступил к обязанностям директора библиотеки. 
В 1942 году библиотека получила в своё распоряжение главное здание бывшей усадьбы Демидовых, расположенное по адресу Москва, Большой Толмачёвский переулок, дом 3, в котором до этого располагался интернат первой спецшколы ВВС.
С 15 июня 1944 года М. С. Айзенштадт перешел на другую работу — он стал заведующим библиотекой дома-музея Владимира Маяковского в Москве.
Умер в 1966 г. Урна с прахом захоронена в колумбарии Донского кладбища.